# Margret Bülow-Schramm
Margret Bülow-Schramm (* 1. Mai 1944 in Schwerin an der Warthe) ist eine deutsche Soziologin. 

## Leben
Nach der Promotion 1976 zum Dr. phil. in Hamburg war sie dort von 1999 bis 2009 Professorin. Sie leitete von 2001 bis 2004 das DFG-Forschungsprojekt zur qualitativen empirischen Untersuchung der Lebenswelten Studierender, von 2007 bis 2008 das BMBF-Projekt „Qualitätsentwicklung in der wissenschaftlichen Weiterbildung“ und von 2008 bis 2012 das BMBF-Projekt „Untersuchung von Studienverlauf und Studienerfolg in Bachelorstudiengängen“.
Ihre Forschungsschwerpunkte sind Berufssoziologie, Evaluationsforschung, Innovative Lehr- und Lernmethoden im Hochschulunterricht, Qualitätsmanagement, Studierendenforschung, Theatralisierung der Lehre, Lehr-Lernprozesse und Indikatoren für Studienerfolg/-abbruch unter Bologna-Bedingungen.
Bülow-Schramm ist Zweite Vorsitzende der Gesellschaft für Hochschulforschung (seit 2006, 1. Vorsitzende 2010 bis 2014). Sie ist Mitglied im Hochschulrat der Hochschule Ruhr West.

## Schriften (Auswahl)
- mit Bernd Martens und Frank Nullmeier: Akademiker und akademisch Angelernte. Wandlungsprozesse im beruflichen Handeln von Wirtschafts-, Sozial- und Rechtswissenschaftlern. Frankfurt am Main 1987, ISBN 3-593-33829-7.
- Qualitätsmanagement in Bildungseinrichtungen. Münster 2006, ISBN 3-8309-1752-X.
- mit Christoph Heumann: Akkreditierung im Widerstreit: Entwicklungspfade in der Zukunft der externen Qualitätssicherung. Düsseldorf 2012.
- (Hg.): Erfolgreich studieren unter Bologna-Bedingungen? Ein empirisches Interventionsprojekt zu hochschuldidaktischer Gestaltung. Bielefeld 2013, ISBN 3-7639-5096-6.